# Willigis
Willigis (zm. 23 lutego 1011 w Moguncji) – arcybiskup Moguncji od 975 roku. Koronował króla niemieckiego Henryka II w 1002 roku, święty Kościoła katolickiego.

## Życiorys
Potomek rodziny chłopskiej z Dolnej Saksonii. Według legendy miał on jednak pochodzić z rodziny patrycjusza mogunckiego. Wybrał karierę duchowną. Trafił na dwór cesarza Ottona I. W 971 roku został kanclerzem, a w 975 roku otrzymał sakrę arcybiskupa Moguncji. Po śmierci Ottona II w 983 roku popierał małoletniego syna zmarłego, Ottona III, przeciwko bawarskiemu księciu Henrykowi II Kłótnikowi. Ufundował opactwa w Disibodenbergu i Jechaburgu.
Został uznany za świętego w Kościele katolickim. Dniem wspomnienia liturgicznego św. Willigisa jest dzienna rocznica śmierci – 23 lutego.